# Bernhard Baurschmidt
Bernhard Baurschmidt (* 4. Dezember 1839 in Lüchow; † 7. April 1906 in Wernigerode) war ein deutscher Verwaltungsjurist und Reichstagsabgeordneter.

## Leben
Baurschmidt besuchte das Gymnasium in Salzwedel und das Lyzeum in Hannover. Er studierte Rechtswissenschaft an der Ruprecht-Karls-Universität Heidelberg und der Georg-August-Universität Göttingen. Er promovierte zum Dr. iur. und wurde 1863 Auditor im Hannoverschen Justizdienst und 1868 Gerichtsassessor beim Obergericht Hannover. Von 1869 bis 1883 war er Bürgermeister der Stadt Osterode am Harz. 1883 wurde er zum Amtmann des Amts Peine (ab 1885 Landrat des Kreises Peine) ernannt. Bis 1885 versah er zugleich die Verwaltungsgeschäfte des Amts Meinersen. 1888 wurde er Oberregierungsrat in Magdeburg und 1891 Regierungspräsident im Regierungsbezirk Breslau, wo er 1898 aus dem Dienst ausschied.
Von 1876 bis 1882 war er Mitglied des Preußischen Abgeordnetenhauses und zeitweise auch Mitglied des Hannoverschen Provinziallandtages. Von 1887 bis 1888 war er Mitglied des Reichstages für den Wahlkreis Provinz Hannover 14 (Gifhorn, Celle, Peine, Burgdorf) und die Nationalliberale Partei. Am 27. November 1888 legte er sein Mandat nieder.